# Экокапитализм
Экокапитали́зм (экологи́ческий капитали́зм, иногда зелёный капитали́зм) — теория рыночной экономики, в которой естественные блага рассматриваются как капитал. Прибыль частично зависит от защиты и устойчивости окружающей среды. Поэтому правительству следует использовать рыночные инструменты в политике (например углеродный налог для решения экологических проблем).

## Теоретики экокапитализма

### Терри Л. Андерсон
Является сопредседателем целевой группы по правам собственности, свободе и процветанию Института Гувера. Андерсон выступает за то, что свободные рынки могут быть как экономически выгодными, так и экологически безопасными. Специализируется на том, как рынки влияют на общины коренных американцев и их экономику.

### Брюс Яндл
Известен в области экокапитализма своей историей о «Бутлегере и Баптисте». Теория Яндла предполагает, что этические группы, религиозные институты и капитаны бизнеса могут объединять свои организации в интересах регулирования и экономического роста.

### Пол Хокен
Пол Хокен является одним из лидеров экокапиталистического движения. Будучи не только экоактивистом, но и бизнесменом, он был одним из первых предпринимателей, задумавшихся о безопасном для экологии способе ведения предпринимательской деятельности. Так, в 60-е годы он основал одну из первых компаний в Америке по производству здоровых продуктов питания, которое было полностью основано на безопасных для окружающей среды технологиях. В 70-е он, совместно с ещё одним предпринимателем, открыл ритейлинговую компанию «Smith & Hawken», которая также функционировала на тех же принципах. Его последний бизнес — это энергетическая компания «OneSun», которая была основана в 2009 году, в которой были применены технологии по производству дешёвой электроэнергии из её природных источников, в первую очередь, солнца.
Кроме бизнес-проектов, Хокен также стал основателем некоммерческой организации «Drawdown», деятельность которой берёт своё начало с 2014 года. Данный проект занимается проблемами изменений климата, парникового эффекта. Основная её деятельность заключается в сборе научной информации об указанных проблемах и размещении её с целью информирования предпринимателей, исследователей и иных заинтересованных субъектов по данным вопросам. Главная цель организации — информационная помощь в борьбе с экологическими проблемами.

## Мероприятия экокапитализма
Для того, чтобы перейти к благоприятной для экологии модели капитализма, необходимо провести ряд преобразований существующей капиталистической системы. Так, одной из главных проблем рыночной экономики является загрязнение окружающей среды. Одним из путей преодоления этой проблемы может являться прививание субъектам хозяйствования установки о том, что экологический ущерб приведёт именно к их убыткам, что может быть сделано благодаря установлению в буквальном смысле платы за загрязнение окружающей среды. Это может быть, например, квотирование тех или иных опасных для природы видов экономической деятельности и производства. То есть экономические убытки от экологического вреда перестанут быть внешними на рынке, а будут включены в его сферу ответственности. Помимо этого, должно также осуществляться прямое административное регулирование экономической деятельности, ограничивающее выбросы вредных веществ в окружающую среду.
Помимо налогов на деятельность, приносящую вред окружающей среде, также может быть эффективной разработка новой политики ценообразования. С развитием технологий всё более точно удаётся рассчитать последствия производства той или иной продукции в различных аспектах. Экономисты говорят о включении в стоимость продукции таких переменных, как социальные и экологические издержки наряду с экономическими. Это повысит стоимость неэтичной по отношению к окружающей среде продукции, что снизит на неё спрос, а это, в свою очередь, заинтересует в экологичном производстве как производителей, так и потребителей.
Кроме того, необходимо воздействие не только на производство, но и внедрение новой потребительской доктрины, пропаганда моделей осознанного или «зелёного», экологичного потребления. Для этого требуется проводить различные образовательные мероприятия, в том числе возможно воздействие на потребителей с помощью рекламы. Однако уже сейчас, по данным ряда исследований, многие люди готовы покупать экологичную продукцию, даже несмотря на её более высокую цену. Это особенно характерно для лиц нового поколения, родившихся в 1980-х — начале 2000-х годов.
Важнейшей составляющей перехода к экокапитализму является перестройка экономики на модель «устойчивого развития», под которым в современном экономическом дискурсе понимается такое состояние экономики, при котором происходит полное удовлетворение потребностей потребителя, наблюдается экономическое развитие, однако это не наносит ущерб окружающей среде и не ставит вопрос о спасении её в будущем от последствий капиталистического развития. Кроме того, в рамках данной модели происходит переориентирование с показателей количественного роста на качественный. Главной ценностью становится гибкость экономики, повышение её устойчивости и качества производимой продукции.
Важной практикой в рамках экокапиталистической модели также должно стать «устойчивое» или «ответственное инвестирование», концепция которого закономерно возникла при разработке модели устойчивого развития. Данное понятие впервые было упомянуто ещё в 1987 году Председателем комиссии ООН по окружающей среде. Главным отличием «ответственного инвестирования» является то, что инвестор, находясь в поисках объекта вложений, одно из ведущих мест отводит таким факторам, как степень внешних эффектов от производства, а также социальные и иные последствия от самого процесса производства или использования продукции той или иной компании.

## Политический аспект экокапитализма
Для эффективного развития данной модели глобальной экономической системы необходима её широкая поддержка как каждым отдельным государством, так и международными организациями. Кроме того, именно политическая сфера жизни общества может стать действенным транслятором идей «зелёного» потребления в массы.

### История развития «зелёных» политических институтов
Человечество начало осознавать масштабы своего влияния на экологию в середине XX века, после перехода к индустриальному обществу и определённого периода его развития, когда экономический рост, прежде всего экстенсивный, признавался главным фактором прогресса. Однако в этот период ещё не существовало единых транснациональных институтов контроля производства, так как система мировой экономики была только в процессе своего формирования — появлялись первые международные финансовые институты.
Знаковым событием в становлении мировой системы контроля за производством стала международная конференция ООН по вопросам окружающей среды, которая прошла в Стокгольме в 1972 году и на которой особое внимание было уделено экологическим проблемам. В ходе конференции был принят ряд важнейших доя формирования международной системы экологического контроля решений. Была принята т. н. Стокгольмская декларация, провозгласившая принципы взаимодействия с окружающей средой. Кроме того, была учреждена первая международная организация по контролю за охраной природы и координации международных охранных мероприятий ЮНЕП (Программа ООН по окружающей среде). Для поддержки природоохранных мероприятий был создан Фонд окружающей среды. Сегодня 5 июня является Всемирным днём защиты окружающей среды. А уже в 1989 году начались изменения в международной кредитно-финансовой системе, когда при оценке издержек стали учитыватья внешние, в том числе экологические, эффекты.
В дальнейшем проводилось ещё несколько конференций ООН по вопросом охраны окружающей среды. Так, результатом конференции 1992 года в Рио-де-Жанейро, которая также известна как Саммит Земли, стало начало более тесного сотрудничества бизнеса и государства в вопросах минимизации внешних эффектов, принятия мер по достижению экономической модели устойчивого развития, в связи с чем была создана специальная Комиссия ООН, ставшая ещё одним международным политическим институтом, курирующим переход стран к экокапитализму. Кроме того, появились новые документы, затрагивавшие вопросы экологичного производства: две Конвенции, касавшиеся ограничений в производстве и изменений климата, а также проблемы сохранения биоразнообразия, т. н. международное соглашение о «лесных принципах», новая Декларация по развитию и окружающей среде.